# Daniel Hanzlík
Daniel Hanzlík (* 11. srpna 1970 Teplice) je český umělec. Věnuje se audiovizuálním projektům spojeným s malbou, kresbou, fotografií, digitálním obrazem a zvukem nebo site-specific instalacím. Společně s Pavlem Mrkusem vede ateliér Time-Based Media na Fakultě umění a designu Univerzity Jana Evangelisty Purkyně v Ústí nad Labem.

## Život a dílo
V letech 1984–1988 studoval Střední uměleckoprůmyslovou školu sklářskou v Železném Brodě a v letech 1989–1995 absolvoval Vysokou školu uměleckoprůmyslovou v Praze. Od roku 2008 spolupracuje s Pavlem Mrkusem na projektu BOOT_audiovisual, který je platformou pro audiovizuální performanci, elektronickou hudbu, digitální umění a site-specifické instalace. Ve všech svých projektech využívá světlo, které se objevuje jako téma (většinou reklam) nebo jen jako technický či výrazový prostředek. Z posledních výstav, kde byl autor zastoupen, lze jmenovat Českou malbu generace 90. let (Dům umění, Brno  , 2011) a Fundamenty & Sedimenty (GHMP, Praha, 2011). Nyní vede společně s Pavlem Mrkusem ateliér Time-based media na Fakultě umění a designu v Ústí nad Labem.

### Projekty
- Shift (2005)
- Zahrada (2007)
- Rekonstrukce (2007)
- Indikátor (2007)
- Obrazy a mladí umělci (2007–2008)
- Respect of privacy (2008–2009)
- Tam (2009)
- Performance (2009)
- Neuron (2009–2010)

### Audiovizuální performance
- Festival francouzského filmu, Praha (2007)
- Transmissionscheibe, Motorenhalle, Drážďany (2009)
- Landschaft, Národní galerie, Klášter Sv. Jiří, Pražský hrad (2009)
- Transmissionscheibe, Ekotechnické muzeum, Praha (2009)
- BOOT 003009 – Minimaraton elektronické hudby, GVU, Ostrava (2009)
- (A)VOID Gallery, Praha (2009)
- Galerie Emila Filly, Ústí nad Labem (2009)
- RECOVERY – Dům umění, České Budějovice (2010)
- Nosticův Palác, Praha (2010)
- Kunstraum Kreutzberg, Berlín (2010)
- St. Leonardo, Benátky (2010)
- GRAY CODE – Motorenhalle, Drážďany (2010)
- Galerie výtvarného umění, Ostrava (2010)
- BIO OKO, Praha (2010)
- A.M.2011 – Obecní dům, Praha (2011)
- SEC MAZEC – Sokol Culture Center Malopolska, Nowy Sacs, Polsko (2011)
- LITOMĚŘICE – Severočeská galerie výtvarného umění v Litoměřicích (2011)
- BOOT_0050011 – GASK, Galerie středočeského kraje, Kutná Hora (2011)
- BOOT_Echofluxx – Echofluxx 12, Festival of New Media Art, Music and Art, Praha (2012)
- BOOT_Majales – Českobudějovický majáles, Dům umění České Budějovice (2012)

### Výstavy
Maluje akrylem na plátno a většinou tvoří elektronické obrazy nebo obrazy zářivek
- Mýtus o hvězdě, Regionální muzeum, Teplice (1997)
- Galerie U Dobrého pastýře, Brno (1998)
- Galerie Detail, Praha (1998)
- Galerie Die Aktualität des schönen, Liberec (1998)
- Části částí, Parts of parts, Lounská výstavní síň Telecom, Louny (2000)
- Zářiče, Galerie Václava Špály, Malá Špálovka, Praha (2002)
- City light, Galerie Jaroslava Krále, Brno (2003)
- City light, Výstavní síň Emila Filly, Ústí nad Labem (2003)
- City light, Dům umění, České Budějovice (2004)
- City light, Galerie Vysoké školy uměleckoprůmyslové, Praha (2004)

### Ocenění
- 1995–1996 – stipendium Pilchuck Glass School, Seattle, USA
- 2001 – stipendium Egon Schiele Art Center v Českém Krumlově
- 1996 – cena the Corning Prize, Corning Museum, USA
- 2001 – cena Purchase Award of Primorsko – Goranska County (15th international triennial of drawings, Modern Gallery in Rijeka, Chorvatsko).